# Journal of Crustacean Biology
Il Journal of Crustacean Biology è una pubblicazione scientifica trimestrale a revisione paritaria incentrata sui crostacei. Fondato nel 1981 dalla The Crustacean Society, di cui è la rivista ufficiale, il Journal of Crustacean Biology è stato pubblicato fino al 2012 dalla Allen Press, dal 2012 al 2017 dalla Brill Publishers, e dal 2017 in poi dalla Oxford University Press. La rivista pubblica articoli inerenti ai crostacei e ad altri artropodi marini, focalizzandosi in particolare sulla loro biologia, tassonomia, ecologia, anatomia, genetica, fisiologia, paleobiologia e altro ancora.
Indicizzato, tra gli altri, da BIOSIS, EBSCO, ExLibris e Science Citation Index, il Journal of Crustacean Biology, che nel 2023 aveva un fattore di impatto pari a 1,29, è disponibile sia in versione cartacea che digitale.
Al 2024, la pubblicazione sulle sue pagine è gratuita per i soci della Crustacean Society, mentre gli autori non soci devono pagare un prezzo di 120 dollari a pagina per vedere pubblicato il proprio articolo.